# Sudak
Sudak (ukrajinsko Судак; rusko Судак; krimskotatarsko Sudaq; grško Σουγδαία) je mesto v Avtonomni republiki Krim. Sudak je upravno središče rajona Sudak. Leži 57 km zahodno od Feodozije (najbližja železniška postaja) in 104 km vzhodno od Simferopola, glavnega mesta republike. Leta 2014 je imelo mesto 16.492 prebivalcev.

## Zgodovina

### Ustanovitev in zgodnji srednji vek
Datum in okoliščine ustanovitve mesta so negotove. V zapisih se mesto prvič pojavi v 7. stoletju (v Ravenski kozmografiji), vendar je kasnejše ljudsko izročilo ustanovitev mesta postavilo v leto 212 pred našim štetjem, arheološki dokazi pa podpirajo njegov obstoj v času Rimljanov. Mesto so po vsej verjetnosti ustanovili Alani. 
V zgodnjem srednjem veku je bilo mesto pod ohlapnim bizantinskim nadzorom, tako kot druga mesta v regiji. Arheološki ostanki kažejo na gradbeno dejavnost v bližini obale v 6. stoletju. Pod bizantinskim vplivom je bilo mesto podvrženo pokristjanjevanju in je postalo sedež škofije pri carigrajskem patriarhu, ki je bil prvič potrjen na drugem Nikejskem svetu leta 787. Škof Štefan, ki se je udeležil koncila, je bil ikonofil, ki ga je preganjal cesar Konstantin V. Pozneje je bil kanoniziran (sv. Štefan Suroški; rusko св. Стефан Сурожский) in pokopan v katedrali Sveta Sofija v Sougdaiu, ki je bil po poznejšem izročilu zgrajen leta 793. Čeprav se je v mestu verjetno naselilo grško govoreče prebivalstvo, so na območju še vedno prevladovali Alani: agiografija svetega Andreja iz 9. stoletja postavlja "Zgornjo Sugdaio" drugje, med Zikijo in kimerskim Bosporjem, "v deželo Alanov", medtem ko hagiografer Konstantina Filozofa omenja pleme Sougdoi, ki se nahaja med Iberi in krimskimi Goti, ki jih zgodovinar Francis Dvornik opredeljuje kot Alane.  
Obdobje med 8. in 11. stoletjem je nejasno, vendar razpoložljivi dokazi kažejo na močan upad bogastva Sougdaia. Arheološki dokazi kažejo, da so bile konstrukcije iz 6. stoletja opuščene v 8. in 9. stoletju, poznejše ruske legende (verjetno apokrifne) pa trdijo, da je mesto zajel ruski glavar Bravlin približno ob istem času. Bizantinski nadzor je upadel in mesto je verjetno zatem prišlo pod hazarski vpliv, ki je trajal do zgodnjega 11. stoletja. V zgodnjem 10. stoletju so lokalno katedralo povišali v nadškofijo .  

### Visoki in pozni srednji vek
Obdobje od 11. do 14. stoletja za mesto predstavlja blaginjo, kar kažejo arheološki dokazi o ponovni dejavnosti tako v pristanišču kot tudi v zaledju in na območju trdnjave. Mesto je postalo pomembna lokacija za trgovanje na Svilni cesti v 12. in 13. stoletju kot kraj za črnomorsko trgovino. Arabski popotnik iz 14. stoletja Ibn Battuta celo primerja pristanišče z Aleksandrijo. Kronist iz 13. stoletja Ibn al-Athir o njem piše kot o mestu kipčakov, iz katerega (izvirajo) njihove materialne dobrine. Nahaja se na Kaspijskem jezeru. Ladje tja prihajajo z oblačili. Kipčaki od njih kupujejo in jim prodajo sužnje. Krzno, bobre, veverice ..."
Sredi 11. stoletja se je Sougdaia vrnila pod bizantinski nadzor, verjetno po porazu hazarskega vojskovodje Georgiusa Tzula leta 1016. Napis iz 1059 omenja Leo Aliates, "strateg Chersona in Sougdaie". Do konca stoletja pa je mesto prešlo pod kumansko kontrolo, ki je trajala vse do 13. stoletja. Okoli leta 1222 so mesto oblegali Seljuški Turki, čemur so sledili uničujoči tatarski napadi Zlate horde v letih 1223 in 1238. Končno je okoli leta 1249 mesto prešlo pod tatarski nadzor, čeprav je obdržalo precej avtonomije. Sodobni viri so takrat šteli 8.300 prebivalcev, med njimi Grke, Alane, Tatare, Armence, Latine in Jude.
Pod tatarsko oblastjo so mesto upravljali plemiči mesta in 18 vasi, ki so ga obdajale. V grških virih jih omenja bizantinski naslov sebastos, medtem ko latinski viri uporabljajo latinizirani grški izraz proti ("prvi možje"). Med leti 1275 in 1282 so tamkajšnjo katedralo, ki je bila po združitvi s Phoulloijem v poznem 11. stoletju znana kot Sougdophoulloi, dodelili status metropolija .  
Blaginja mesta se je povečala z ustanovitvijo beneških in genojevskih trgovskih kolonij na Krimu v poznem 13. stoletju, hkrati pa je bilo območje vpleteno v nenehne spore med tema dvema konkurenčnima mestoma. V začetku 14. stoletja so mesto zasenčile genojske kolonije Tana in Kaffa: florentinski trgovec Francesco Balducci Pegolotti, ki je območje obiskal okoli leta 1330, zanemarja celotno omembo mesta. Približno v istem času so Tatari sprejeli islam, kar je privedlo do poslabšanja odnosov z grško govorečimi in krščanskimi prebivalci mesta, katerega so bili mnogi prisiljeni zapustiti.  
Zaradi tega so 19. julija 1365 Genoezi iz Kaffa zavzeli mesto, ki je postalo gensko trgovska kolonija. Genovežani so mesto znova utrdili in zgradili trdnjavo, ki je vidna še danes, in prisilili velik del deportiranih Grkov k vrnitvi. Genoejska vladavina je trajala do leta 1475, ko jo je po dolgem obleganju zajel osmanski veliki vezir Gedik Ahmed Paša .  

### Osmansko in moderno obdobje
Osmansko cesarstvo je leta 1475 prevzelo nadzor nad Soldaio in vsemi drugimi genovskimi kolonijami, pa tudi kneževino Teodoro. Čeprav je bil Sudak strateško središče qadılıq- a, najmanjše upravne enote v Osmanskem cesarstvu, je mesto izgubilo velik del svojega vojaškega in trgovskega pomena, dokler mesta ni prevzel Krimski kanat. 
Leta 1771 je Sudak zasedla Rumjanceva vojska. Leta 1783 je dokončno prešla v Rusko cesarstvo, z ostalim Krimom. Čeprav se včasih izpodbija, se zdi, da je do množične emigracije prišlo kot posledica nestabilnosti v tem obdobju. Tudi Potemkin je leta 1778 odredil izselitev krščanskega prebivalstva s Krima. Mesto se je hitro spremenilo v majhno vas in po popisu iz leta 1805 je imel Sudak le 33 prebivalcev. 
Leta 1804 so tam odprli prvo rusko vinogradniško šolo. 
Mesto je današnji status pridobilo leta 1982.

## Cerkvena zgodovina

### Bizantinska metropola Sougdaia
Ni znano, kdaj je bila ustanovljena bizantinska škofija Sougdaia, vendar je prvič omenjena leta 787. Bilo je v zaostanku Carigrajskega patriarhata, kjer je zasedel 35. mesto glede na Notitia Episcopatuum, ki ga je urejal bizantinski cesar Leo VI ( r. 886–912 ). V 10. stoletju je napredovala v nadškofijo. Po združitvi z bližnjo škofijo Phoulloia proti koncu 11. stoletja je bila znana kot Sougdophoulloi . V metropolitanski status so jo povišali leta 1275/82. 
Njeni zgodovinski škofje so bili: 
- Sveti Štefan, 787
- Konstantin, leta 997

Glej tudi Rusko pravoslavno škofijo Surozh za Surozh, staro ime mesta kot škofovska katedrala v Ruski pravoslavni cerkvi, ki je bila poimensko prenesena v Rusko pravoslavno škofijo v Veliki Britaniji in na Irskem . 

### Latinska škofija Soldaia
Pod genojsko vlado je bila leta 1390 ustanovljena latinsko-katoliška škofija Soldaia, katero so vodili naslednji škofje: 
- Bonifacij (19. avgusta 1393 -? smrt)
- John Greenlaw, OFM (18. septembra 1400 -? )
- Ludovico, OP (? - 15. december 1427)
- Agostino di Caffa, OP (23. julij 1432 -? smrt)
- Giovanni di Pera, OP (9. julij 1456 -? smrt)
- Leonard Wisbach, OP (6. oktober 1480 -? smrt)

Po osmanskem osvajanju Krima leta 1475 so ga zatrli okoli 1500. 

### Latinska naslovna metropolitanska škofija Sugdaea
Leta 1933 je bil sedež poimensko obnovljen kot naslovna škofija Sugdea (Sugdaea), ki je bila leta 1948 povišana v naslovno metropolitansko nadškofijo. 
Desetletja je prosta, saj je imela enega samega nosilca: 
- Naslovni nadškof Thomas Roberts, SJ (1950.12.04 - 1970.12.07), nekdanji metropolitanski nadškof v Bombaju (Indija) (1937.08.12 - 1950.12.04).

### Latinska naslovna episkopska škofija Soldaie
Leta 1933 je bila škofija poimensko obnovljena kot latinsko-katoliška naslovna škofija. 
Desetletja je prosta in je imela enega samega nosilca: 
- Naslovni škof José Romão Martenetz, Bazilijanski red svetega Jozafata (OSBM) (1958.05.10 - 1971.11.29), kot pomožni škof v Braziliji vzhodnega obreda (Brazilija) (1958.05.10 - 1962.05.30); nasledil kot apostolski izstopnik Ukrajincev v Braziliji (Brazilija) (1962.05.30 - 1971.11.29), poznejši eparh (škof) ukrajinskih São João Batista em Curitiba (Brazilija) (1971.11.29 - 1978.03.10).

## Galerija
- Narava v Sudaku
- Trdnjava v Sudaku
- Panorama trdnjave